# Robert Leffler
Robert Leffler (9 de janeiro de 1866 — 15 de março de 1940) foi um ator alemão da era do cinema mudo.